# Уряд

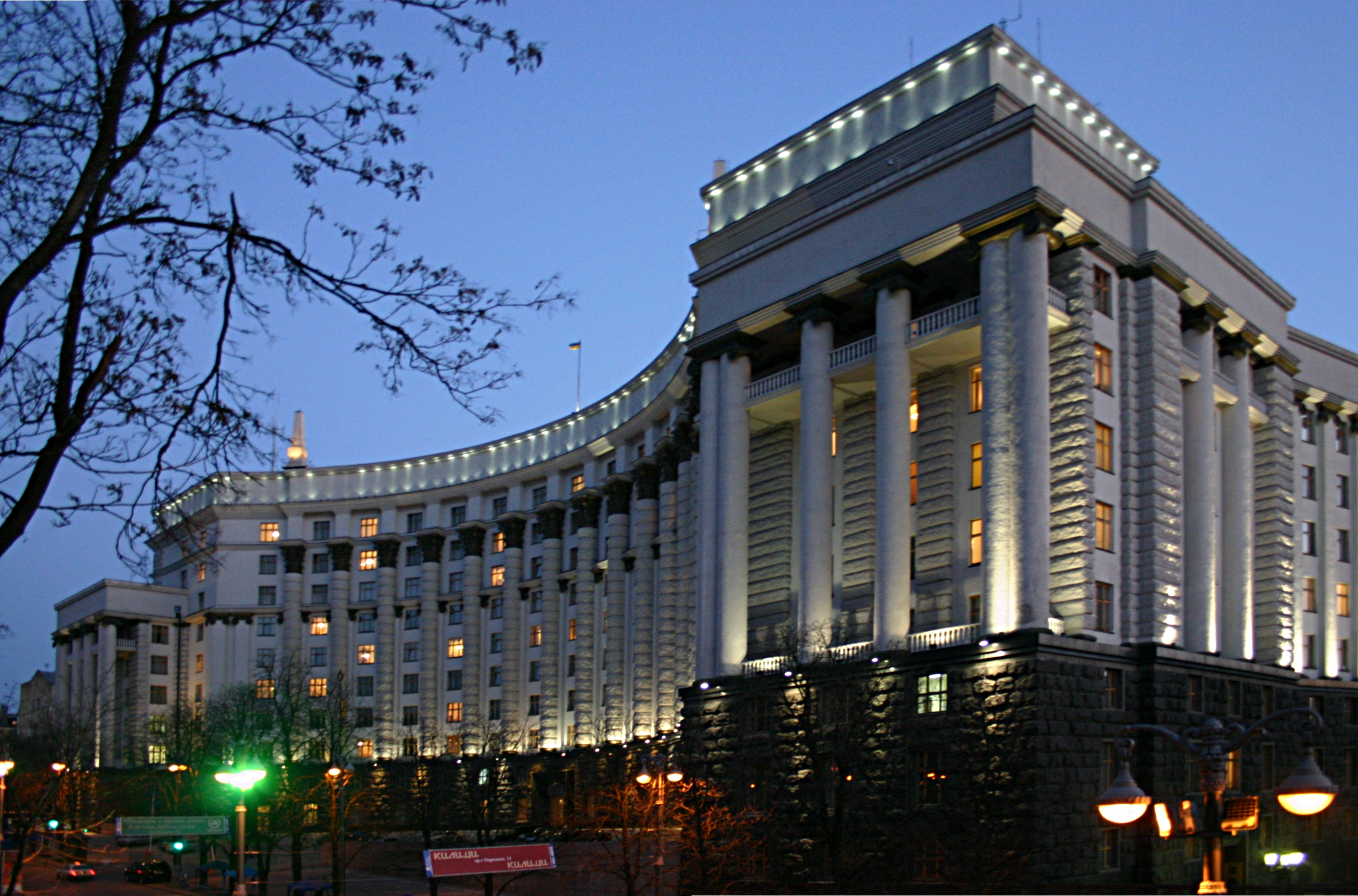
Будівля, де розташований уряд України

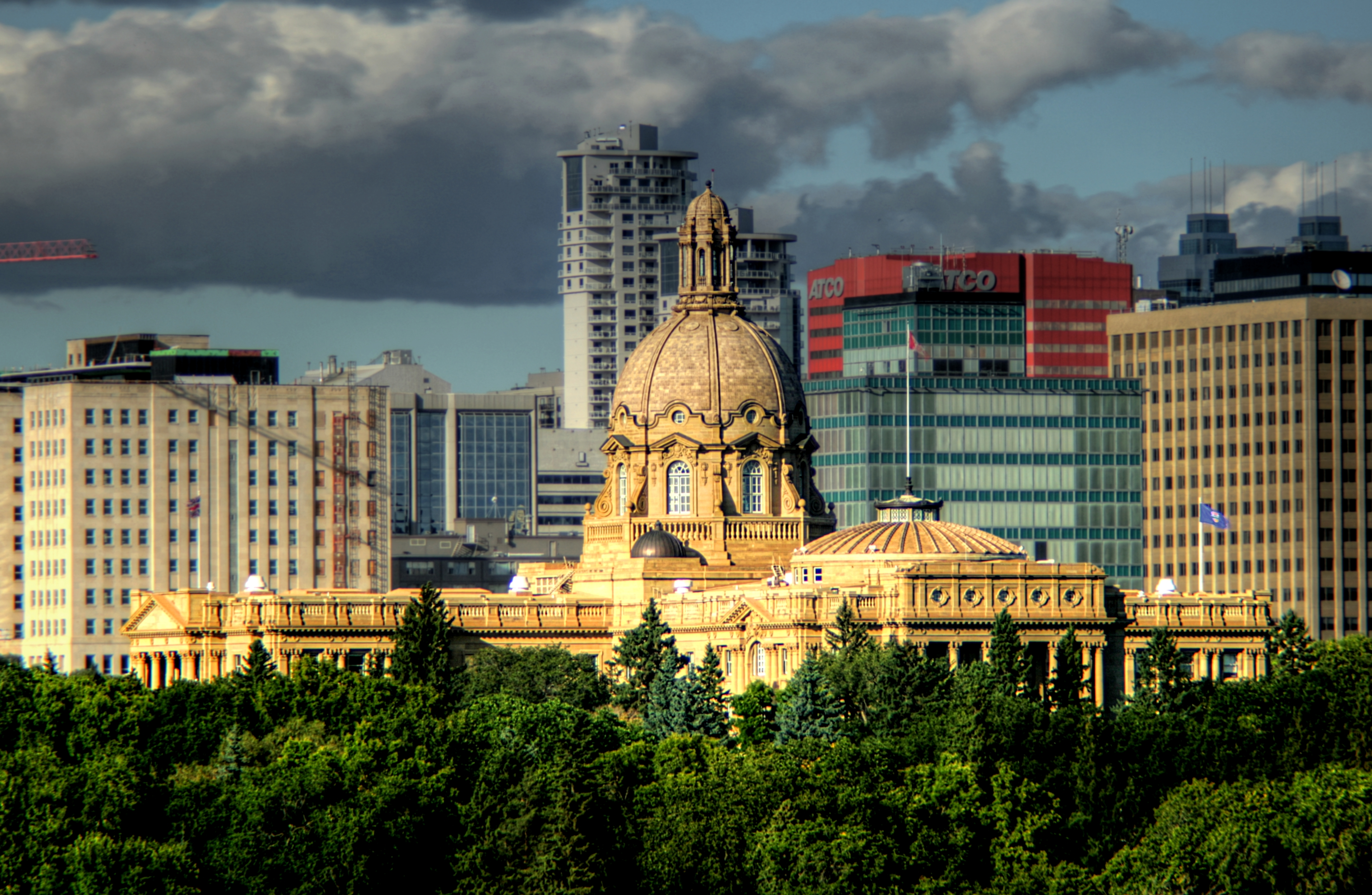
Будинок уряду в Едмонтоні, Альберта, Канада

У́ряд — орган виконавчої влади в державі (зазвичай найвищий виконавчий орган). Його очолює голова держави (президент, монарх) або прем'єр-міністр (голова уряду, канцлер, голова ради або кабінету міністрів).
Ефективна держава повинна мати два атрибути: владу і законність. Владою є здатність переконувати, змушувати та розпоряджатись. Усі уряди зазвичай використовують деякі форми фізичного примусу при реалізації своєї влади, наприклад, тюремне ув'язнення, вигнання чи погроза. Легітимність є атрибутом, який спонукає людей підкорятися владі. Легітимність досягається за рахунок придбання та застосування сили відповідно до встановлених принципів і норм.
Дедалі більшого резонансу набуває модель електронного уряду як складової частини електронного урядування. Елементи електронного уряду на даний час існують у більшості країн Європи, США, Канаді Австралії, Новій Зеландії, та інших.

## Гілки влади
У сучасній політичній теорії, владу розділяють на три основні гілки або влади: законодавча влада (влада приймає закони), виконавча влада (влада реалізовує та організовує дотримання законів) і судова влада (влада судить і карає порушників закону). У демократичних країнах висунення та обрання влади є правом громадян, або безпосередньо (прямим загальним голосуванням) або опосередковано (через виборчі дільниці або списки членів політичних партій за пропорційного представництва).
До традиційних форм правління до недавнього часу відносилась, монархія і олігархія, ці повноваження були зосереджені в руках представників або однієї людини або невеликої групи людей. Одним з нововведень демократії є поділ влади на три гілки влади, які діють незалежно один від одного в системі стримувань і противаг один з одним. Такий поділ запобігає надмірній концентрації влади авторитарним або деспотичним чином людиною або групою людей.

## Принципи формування уряду в різних країнах

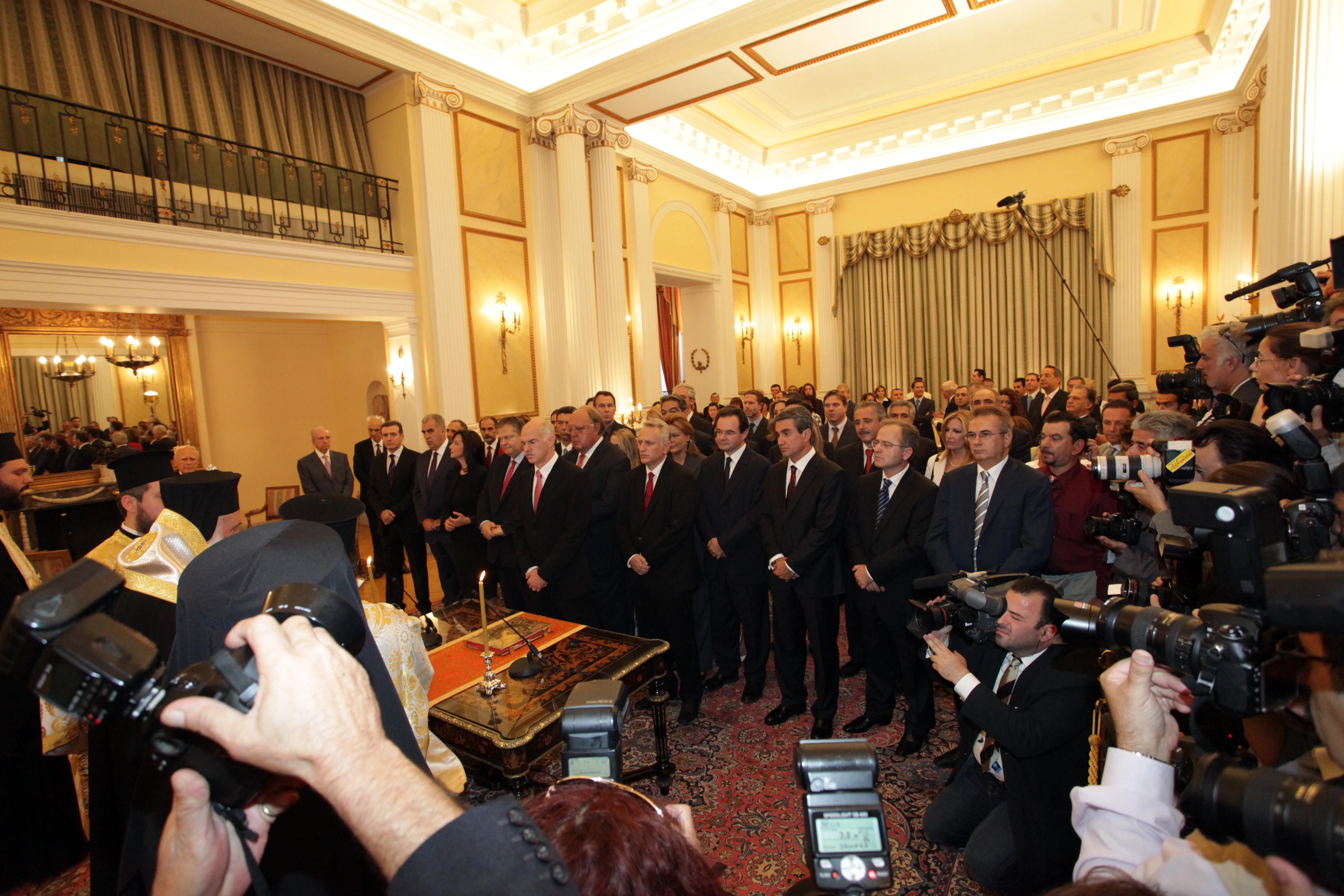
Складення присяги Урядом у Греції, 2009 рік

У президентських республіках виконавчу владу очолює президент. У країнах із парламентарною формою державного правління, а також у частині республік зі змішаною формою глава держави не входить до системи органів виконавчої влади. Однак він має повноваження, що стосуються сфери виконавчої влади. Стосовно ряду країн зі змішаною формою державного правління (Польща, Росія, Румунія, Франція тощо), то в них існує так званий дуалізм виконавчої влади.

### Парламентська і змішана формами правління
Конституції держав із парламентською і змішаною формами правління передбачають дві процедури формування урядів. Ці процедури складаються із певних спільних дій парламенту і глави держави при утворенні уряду. Однак зміст цих дій відрізняється.
Перша процедура
Ця процедура бере початок у Великій Британії та довгий час була майже загальноприйнятою, з модифікаціями для цих країн. За цією процедурою глава держави формально на свій розсуд призначає прем'єр-міністра та за пропозицією останнього — інших членів уряду. Парламент на це призначення не впливає. Уряд діє доти, поки парламент не проголосує проти принципово важливого питання, запропонованого урядом, або прийме окрему резолюцію про недовіру уряду. І хоч уряд може продовжувати свою роботу, проте на практиці він йде у відставку, бо його дії будуть паралізовані через парламентську обструкцію.
У ряді країн є необхідність одержання урядом інвеститури (надання повноважень передбачених конституцією) у парламенті. Для цього глава уряду, призначений главою держави, має представити парламенту склад уряду або подати урядову програму, чи зробити це разом з урядом. Якщо парламент схвалить запропоноване, уряд отримує інвеституру.
Друга процедура
При цій процедурі роль парламенту при формуванні уряду є визначальною, починаючи вже з початкової стадії. У деяких країнах, наприклад у ФРН, парламент може не підтримати запропоновану главою держави кандидатуру на керівника уряду. Тоді парламент за відповідною процедурою сам формує уряд.
В інших країнах такого типу висунення й узгодження кандидатур на урядові посади залежить тільки від політичних партій та їхніх парламентських фракцій. Як правило на посаду прем'єр-міністра висувається лідер партії парламентської більшості, або за погодженням між партіями-членами коаліції — лідер однієї з цих партій. Тільки у випадку, коли жодна з політичних партій не має більшості у парламенті, роль глави держави бути вирішальною. Існування уряду залежать від парламентської більшості.

### Президентська форма правління
У країнах із президентською формою правління, наприклад США, застосовується так званий позапарламентський спосіб формування урядів. Особливістю «класичної» президентської республіки є те, що повноваження глави держави та глави кабінету суміжні й знаходяться в руках президента, а посада прем'єр-міністра відсутня. Парламент не бере безпосередньої участі у процесі формування кабінету або його участь у цьому плані обмежена.

## Структура уряду
Уряд складається з членів уряду (міністрів) і очолюється главою держави (королем, президентом) або прем'єр-міністром (головою уряду, канцлером, головою ради або кабінету міністрів). У федеральних державах існує центральний (федеральний) уряд і уряди державних утворень, що входять до складу федерації.
Коаліційний уряд — уряд, створений з представників декількох партій. Як правило, він функціонує на основі коаліційної угоди.

### Внутрішня організація
Незалежно від функцій уряду, внутрішню організацію держави можна розділити на:
- Унітарну державу в чистому вигляді без внутрішнього адміністративного поділу, з державної влади є лише уряд;
- Централізовану унітарну державу: розділена на адміністративні райони, в яких керівники призначаються урядом в односторонньому порядку;
- Деволюцію, яка передбачає поступову централізацію багатьох адміністративних повноважень у регіонах, які будуть обрані, і демократичне самоврядування; держава стає квазі-Федерацією, в якій центральний уряд як і раніше зберігає привілеї й можливість реорганізації державного устрою, в залежності від ступеня децентралізації регіонів держави де-факто можна віднести навіть федеральні землі;
- федеративна держава, держава з суверенних і автономних утворень, що формуються шляхом виділення деяких своїх функцій і повноважень центрального уряду для формування союзу, держав чи організацій, які об'єднуються у федерації й втрачають право на відділення;
- Союзна держава, з'єднання двох або більше суверенних і незалежних держав чи організацій, які пожертвували частиною своїх функцій і повноважень центрального уряду, на відміну від федеральних земель, часто члени конфедерації зберігають за собою право на відділення.

## Функції уряду
Як найвищий орган виконавчої влади уряд здійснює діяльність, направлену на виконання законів і оперативне управління державними справами. Важливим завданням уряду є забезпечення порядку в суспільстві і охорона прав громадян. В умовах демократії уряд повинен виражати загальні (загальнонаціональні) інтереси, а не приватні, корпоративні або регіональні.

## Уряд в Україні
Уряд в Україні — Кабінет міністрів України. Голова Уряду в Україні має назву - Прем'єр-міністр України. 4 березня  2020 року Прем'єр-міністром України обрано Дениса Шмигаля.

## Влада
Під урядом також часто розуміють державну владу в цілому, або як сукупність декількох гілок державної влади, включаючи виконавчу, законодавчу і судову, або сукупність за територіальним принципом — муніципальний, регіональний, федеральний рівні влади. Таке тлумачення тісно пов'язано з поняттям «суверен» — людина або група осіб, що володіє верховною владою в державі, а також з практикою Вестмінстерської системи, коли виконавча і законодавча (а в деяких питаннях і судова) влада де-факто належить членам парламенту, який є суверенним. Див, наприклад, Федеральний уряд США.